# Peranzanes
Peranzanes (asztúriai nyelven Peranzáis, leóni nyelven Pranzáis) település Spanyolországban, León tartományban. Lakosainak száma 271 fő (2024).

## Földrajza
Peranzanes Páramo del Sil, Fabero, Candín, Ibias és Degaña községekkel határos.

## Népesség
A település lakosságának változását az alábbi diagram mutatja:
| Lakosok száma | 335  | 329  | 319  | 305  | 332  | 320  | 321  | 300  | 264  | 271  |
|               | 2001 | 2004 | 2007 | 2009 | 2012 | 2014 | 2017 | 2019 | 2022 | 2024 |